# Potenza Centrale
Potenza Centrale (wł. Stazione di Potenza Centrale) – stacja kolejowa w Potenzy, w regionie Basilicata, we Włoszech. Znajdują się tu dwa perony. Jest największą stacją kolejowa w Basilicacie. Obsługuje rocznie 950 000 pasażerów. Według klasyfikacji RFI ma kategorię złotą.